# Gender, Work and Organization
Gender, Work & Organization é uma revista acadêmica bimestral revisada por pares. A revista foi criada em 1994 e é publicada pela John Wiley & Sons. Abrange pesquisas sobre o papel do gênero no local de trabalho. Os editores-chefes são Alison Pullen (Universidade Macquarie), Patricia Lewis (Universidade de Kent) e Banu Ozkazanc-Pan (Universidade Brown). Além dos números regulares, a revista publica vários números especiais por ano e conta com uma nova seção, Fronteiras Feministas, dedicada a conversas e temas contemporâneos do feminismo.

## Abstração e indexação
A revista é resumida e indexada em:
- ABI/INFORM
- EBSCO databases
- ProQuest databases
- Current Contents/Social & Behavioral Sciences[1]
- Emerald Management Reviews
- Educational Research Abstracts Online
- GEOBASE[2]
- International Bibliography of the Social Sciences
- PsycINFO/Psychological Abstracts
- Scopus[3]
- Social Sciences Citation Index[1]
- Studies on Women and Gender Abstracts

De acordo com o Journal Citation Reports, a revista tem um fator de impacto de 3.101 em 2019, classificando-a em 1/45 dos periódicos na categoria "Estudos da Mulher" e 83/226 dos periódicos na categoria "Gestão".